# Léon Degrelle

Sztandar Christus Rex, ruchu politycznego założonego przez Léona Degrelle

Léon Degrelle (ur. 15 czerwca 1906 w Bouillon w Belgii, zm. 31 marca 1994 w Maladze w Hiszpanii) – belgijski polityk i wojskowy o poglądach nacjonalistyczno-faszystowskich, kolaborant Niemiec nazistowskich, zaocznie skazany na karę śmierci.
Oficer Wehrmachtu i SS (wojnę zakończył w stopniu SS-Standartenführer d. R. Waffen-SS), w czasie II wojny światowej dowodził 28 Ochotniczą Dywizją Grenadierów Pancernych SS „Wallonien” walczącą u boku armii niemieckiej na froncie wschodnim. Po wojnie znaczący działacz neofaszystowski. Głosiciel kłamstwa oświęcimskiego i negator holocaustu.
W ostatnich dniach wojny przedostał się do Hiszpanii, gdzie przebywał do końca życia. Zmarł w wieku 87 lat w szpitalu San-Antonio-Park w Maladze.

## Życiorys

### Dzieciństwo i młodość
Urodził się w rodzinie katolickiej, ojciec był właścicielem browaru. Ukończył szkołę średnią w Namur prowadzoną przez jezuitów. Od 1925 roku studiował na wydziale prawa Uniwersytetu w Louvain, gdzie działał w Akcji Katolickiej. W tym okresie zetknął się z twórczością Charlesa Maurrassa, ideologa Akcji Francuskiej, twórcy nacjonalizmu integralnego, który wywarł na niego duży wpływ. W 1930 roku opuścił uniwersytet bez uzyskania dyplomu.

### Działalność polityczna
W 1930 r. wyjechał do Meksyku ogarniętego powstaniem Cristeros, gdzie napisał serię artykułów o prześladowaniach katolików. Po powrocie do Belgii władze kościelne powierzyły mu stanowisko dyrektora katolickiego wydawnictwa Christus Rex. W 1935 założył ruch nacjonalistyczny Christus Rex, zwany partią reksistowską. W 1936 ruch uzyskał 271 491 głosów, co stanowiło 11,5% wszystkich głosów w wyborach do belgijskiego parlamentu i dało partii 21 miejsc w niższej izbie parlamentu i 8 w senacie. Wynik ten uznano za największe zaskoczenie wyborów.
Przed wybuchem wojny Degrelle nawiązał kontakty międzynarodowe i m.in. spotykał się z Josephem Goebbelsem, pobierał wsparcie finansowe od Benita Mussoliniego. W 1939 partia przegrała jednak wybory, zdobyła znacznie mniej głosów niż w 1936, jedynie 103 636 głosów, co dało jej tylko 3 miejsca w parlamencie. Wpływ na słaby wynik mógł mieć fakt, że prymas Belgii uznał partię za „zagrożenie dla kraju i kościoła” i zakazał katolikom na nią głosować.

### Pod okupacją
Po wkroczeniu w maju 1940 wojsk niemieckich do Belgii, Degrelle został aresztowany z pogwałceniem immunitetu parlamentarnego przez służby specjalne i wydany w ręce Francuzów. Obawiano się bowiem, że będzie współpracował z nazistami przeciwko państwu belgijskiemu jako niemiecka piąta kolumna. Po uwolnieniu powrócił do Belgii i rozpoczął rozmowy z okupantem na temat utrzymania jej jedności państwowej. Rex został oficjalnie uznany przez nazistów za jedyną legalną partię w Walonii, wszystkie inne partie musiały zjednoczyć się z Rex lub zostać rozwiązane.
Po utworzeniu w lipcu 1941 Legionu Walońskiego w ramach Wehrmachtu, jako 373 Waloński Batalion Piechoty zgłosił się do Legionu jako ochotnik – szeregowiec na front wschodni, gdyż wobec braku doświadczenia wojskowego nie mógł zostać oficerem (został po roku za zasługi na polu walki awansowany do stopnia porucznika). W sierpniu 1941 wraz z Legionem udał się na ćwiczenia w Międzyrzeczu w Brandenburgii, a następnie został skierowany na front wschodni. Do grudnia brał udział w operacjach antypartyzanckich. W miesiącach zimowych odznaczył się wraz z Legionem w ciężkich walkach o utrzymanie ciągłości frontu, szczególnie w okolicach Gromowej Białki.
Wojna dała Degrellowi możliwość wzbogacenia się. Na początku 1943 roku powrócił z frontu do Belgii i zajął się przejmowaniem majątku po społeczności żydowskiej, za zdobyte w ten sposób pieniądze kupował nieruchomości w Cannes. Stworzył także pismo „L’Avenir”, które przyniosło mu ogromne dochody. 12 kwietnia 1943 zamordował kochanka swojej żony, nie został za to ukarany. Dążył do tego, by stać się naczelną postacią wśród Belgów kolaborujących z III Rzeszą, 31 stycznia 1943 roku Hitler wydał polecenie: „wszelkimi sposobami musimy popierać Degrelle’a”, w praktyce oznaczało to akty przemocy i ataki na oponentów reksistów.
W lipcu 1943 roku Degrelle został ekskomunikowany przez hierarchów belgijskiego kościoła katolickiego. Ksiądz Michel Poncelet odmówił udzielenia mu sakramentu eucharystii. Na skutek tego zwolennicy Degrelle’a pobili księdza, wyrzucili go z kościoła i zamknęli w grobowcu. Klątwa została odwołana w grudniu 1943 roku.
W maju 1943 roku spotkał się z przywódcą SS Heinrichem Himmlerem i ustalił, że Legion Waloński zostanie przemianowany na Brygadę Szturmową SS „Walonia” i podporządkowany SS.

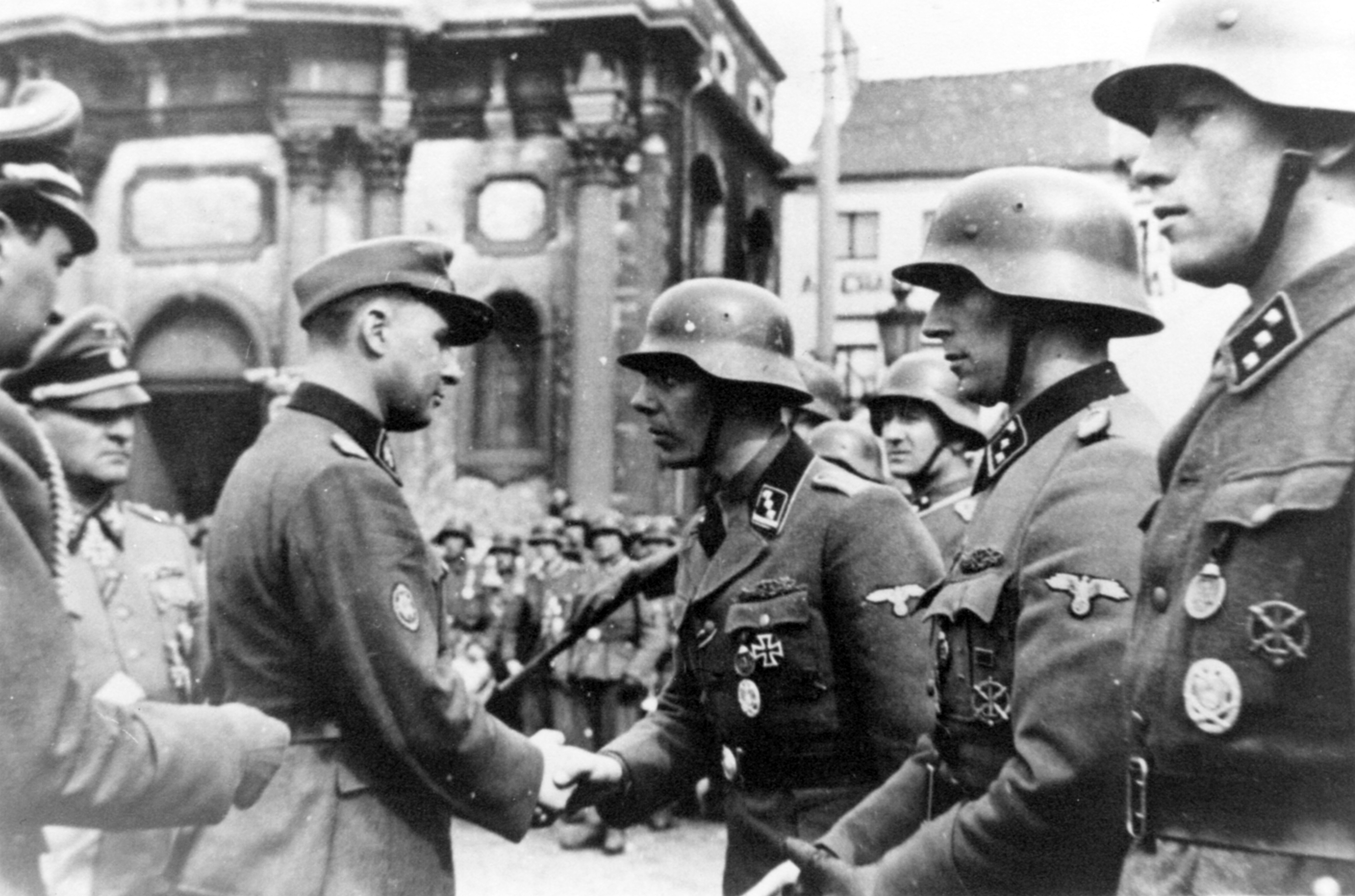
Léon Degrelle wręczający medale członkom legionu walońskiego SS, kwiecień 1944

W listopadzie 1943 roku Degrelle udał się ponownie na front wschodni, tym razem jako jeden z dowódców oddziału SS. Brał udział w walkach nad Dnieprem i w bitwie pod Czerkasami, za który został odznaczony osobiście przez Adolfa Hitlera Krzyżem Rycerskim, krzyż został mu wręczony w kwaterze Hitlera w Wilczym Szańcu.  W 1945 28 Ochotnicza Dywizja Grenadierów Pancernych SS „Wallonien” została rozbita na Pomorzu, a Degrelle trafił wraz z niedobitkami do Berlina. Pięciokrotnie ranny podczas walk, Degrelle zakończył wojnę w stopniu SS-Standartenführera Waffen-SS. Odznaczony wieloma odznaczeniami hitlerowskimi, w tym: Krzyżem Żelaznym i Krzyżem Rycerskim Krzyża Żelaznego z liśćmi dębowymi (za walki w Estonii i Kurlandii we wrześniu-październiku 1944). Wręczając mu to odznaczenie, na początku 1945 roku, Adolf Hitler powiedział: Gdybym miał syna, chciałbym by był taki jak Ty.
Za kolaborację z hitlerowskimi Niemcami w grudniu 1944 skazany zaocznie przez belgijski sąd na karę śmierci.

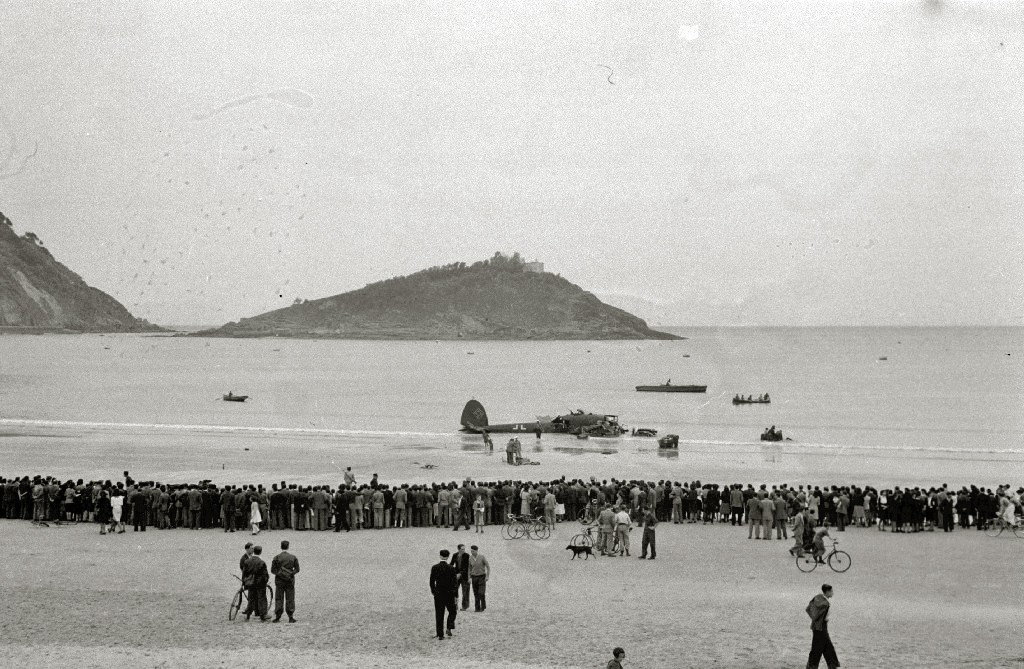
Awaryjne lądowanie samolotu wiozącego Degrelle’a w San Sebastián

### Na emigracji
Bezpośrednio po zakończeniu działań wojennych zbiegł do Danii, a następnie do Norwegii, która w tym czasie była jeszcze pod okupacją niemiecką. Dzięki Albertowi Speerowi otrzymał do dyspozycji samolot typu Heinkel He 111. Podczas lądowania na plaży w San Sebastián w północnej Hiszpanii samolot uległ zniszczeniu, a Degrelle odniósł poważne obrażenia. Frankistowskie władze odmówiły ekstradycji powołując się na zły stan jego zdrowia. Po zaaranżowanej ucieczce ze szpitala zamieszkał pod przybranymi nazwiskami Juan Munoz oraz Leon Jose de Ramirez Reina w Madrycie, gdzie prowadził życie przedsiębiorcy. Siedmiokrotnie usiłowano go zabić lub porwać. Jeszcze w 1954 próbował wrócić do kraju i oczyścić się z zarzutów na nim ciążących. Władze belgijskie odmówiły jednak powtórzenia procesu.
W wywiadzie w 1977 roku stwierdził: „Byłem hitlerowcem, ciągle nim jestem i pozostanę nim do śmierci”. Negował Holokaust, w wywiadzie w 1985 stwierdził, że komory gazowe nigdy nie istniały, a Josef Mengele był zwykłym lekarzem. W 1979 roku napisał list do papieża Jana Pawła II, w którym sprzeciwiał się wizycie papieża w Auschwitz w celu upamiętnienia Holokaustu. W Hiszpanii współorganizował ruchy neonazistowskie.
Do końca życia pozostał na emigracji, zmarł w Hiszpanii 31 marca 1994.

## Pokłosie
Postać Degrelle’a jest chętnie przypominana przez działaczy Narodowego Odrodzenia Polski na portalu tej partii – nacjonalista.pl, a także na łamach tegoż portalu apelują o wznowienie wydawania książek Degrelle’a. Natomiast polski zespół Legion nagrał utwór upamiętniający postać lidera Christus Rex.
Degrelle jest autorem między innymi następujących książek: Płonące dusze, Front wschodni 1941–1945, Wiek Hitlera i Waffen SS.
Publikacje w języku angielskim: Powieść: The Story of the Waffen S.S. ISBN 0-939484-12-9 oraz ISBN 0-87700-465-X, Campaign in Russia: The Waffen SS on the Eastern Front ISBN 0-939484-18-8 oraz ISBN 0-317-38510-0 i Hitler: Born at Versailles ISBN 0-939484-25-0 (przegląd).